# 星際之刃 藍星行動
《星際之刃 藍星行動》是一款由南梦宫開發、未實際推出的街机清版射击游戏，為1991年遊戲《星際之刃》的續作。玩家在遊戲中將操控名為「GeoCalibur」（ジオキャリバー）的宇宙戰鬥機，消滅外星種族「未確認知的機械種UIMS」（Unknown Intellectual Mechanaized Species）。玩家必須操作飛行軛控制器移動螢幕上的十字準線發射彈幕射擊敵人，同時躲避飛來的物體和敵人發射的彈幕。
《星際之刃 藍星行動》運行於半球體街機框體「Over Reality Booster System」（O.R.B.S.）上，內有覆蓋整個半球的大面投影螢幕和可伸縮的座椅；框體搭載了以PlayStation 2硬體為基礎的SYSTEM246街机主板。針對當時日薄西山的日本街機產業，本作的開發目標是要保持遊戲玩法簡單易懂，並同時間展現O.R.B.S.和SYSTEM246的技術性能。2001年，本作於第39屆日本娛樂展首度公開，成為當屆展覽最熱門的項目之一，排隊等候遊玩的時間平均達70分鐘之久；輿論並讚譽了遊戲精緻的畫面表現和身臨其境的遊戲體驗。然而《星際之刃 藍星行動》此後再無消息，據稱是因為街機產業的急劇衰落和O.R.B.S.製造成本過高，而導致遊戲取消推出。在取消推出前，本作只有一個關卡完成開發。

## 遊戲玩法

《星際之刃 藍星行動》遊戲畫面截圖，畫面左上角為盾牌計量值

《星際之刃 藍星行動》是一款清版射击游戏，為1991年遊戲《星際之刃》的續作。玩家在遊戲中將操控前作主角機體「GeoSword」（ジオソード）的改良版本、名為「GeoCalibur」（ジオキャリバー）的銀河聯邦宇宙軍宇宙戰鬥機，消滅外星種族「未確認知的機械種UIMS」（Unknown Intellectual Mechanaized Species）以及其母艦「MegaMouth」（メガマウス），保衛人類和地球。玩家必須操作飛行軛控制器移動螢幕上的十字準線發射彈幕射擊敵人，同時躲避飛來的障礙物和敵人發射的彈幕；當障礙物或敵人即將來臨時，會有播音預先警告。螢幕的左上方有一個盾牌，其計量值會因受到敵人的傷害而損耗；當盾牌計量值完全耗盡時，遊戲便告結束。
由於本作首度公開時是作為演示用途，故只有一個關卡完成開發可供遊玩；在關卡完成後，螢幕會顯示「TO BE CONTINUED」（待續）字樣。

## 歷史

### 開發
《星際之刃 藍星行動》由東山朝日擔任總監，是為南梦宫當時最新研發的体感街机框體「Over Reality Booster System」（O.R.B.S.）開發的，內設置有鼓風機、覆蓋整個半球的大面投影螢幕和可伸縮的座椅，並配備了杜比數位5.1聲道音訊系統；O.R.B.S.最初設計於1999年，旨在創造身臨其境的街機遊戲體驗。在O.R.B.S.的早期開發版本中，螢幕會根據玩家遊戲中執行的動作進行旋轉，此一機能與數年前世嘉推出的體感街機框體R-360相似。
在O.R.B.S.開發團隊為何類作品可成為第一款專為框體製作的遊戲一事進行腦力激盪時，東山朝日建議為《星際之刃》開發續作；不僅僅因為身為《星際之刃》的粉絲的緣故，他同時也認為該作第一人稱的遊戲視角與O.R.B.S.的性質十分契合。O.R.B.S.開發團隊認為這個想法很有趣，於是便開始製作《星際之刃》的續作。針對當時日薄西山的日本街機產業，本作的開發目標是要保持遊戲玩法簡單易懂，讓玩家能輕鬆上手。
O.R.B.S.採用以PlayStation 2硬體為基礎，由南夢宮自家開發的SYSTEM246街机主板。在開發過程中，渡邊祐介、指田稔以及曾參與製作《小蜜蜂3 龍騎士計畫》和其續作《小蜜蜂3 佐爾吉爾的進攻》的設計師「貞弘」皆協助了遊戲的開發。東山朝日曾回憶稱，由於缺乏人力支援和製作預算，開發工作「進展生澀」。開發團隊致力使本作的遊玩體驗令人興奮和激動，並同時展現O.R.B.S.和SYSTEM246的技術性能。
本作的扁平紋理視覺風格是基於企劃人「小林」的意見，他認為如果是《星際之刃》原作的開發團隊擔當開發的話，亦會保留前作的視覺風格，以「向前作致敬」。

### 公開和取消推出
2001年，《星際之刃 藍星行動》於在東京國際展示場舉辦的第39屆日本娛樂展首度公開，現場並提供搭載於O.R.B.S.原型框體中的遊戲試玩版本供體驗，與《灣岸競速》和《網球高手職業競賽2》等其他由南夢宮推出的街機作品一同展示。南夢宮以本作「超越現實」的遊戲體驗和精緻的畫面表現為主打，並表示若遊戲獲得足夠迴響，將考慮推出海外版本。
本作成為當屆展覽最熱門的項目之一，排隊等候遊玩的時間平均達70分鐘之久；不過最終只有約200人實際體驗了遊戲，據GAME Watch稱為硬體技術問題所致。GameSpot表示儘管南夢宮並未妥善作好配套措施，不過遊戲本身的逼真的遊戲體驗和音效堪稱「最大的驚喜」，並表示星際之刃系列「沒有比在此時回歸更好的時間點了」；GAME Watch則讚譽了遊戲的畫面表現和街機框體設計的大膽，尤其是覆蓋整個框體半球的大面投影螢幕。《Rez》設計師水口哲也亦表達了將作品移植至O.R.B.S.的興趣。
儘管輿論評價正面，然而《星際之刃 藍星行動》此後再無消息，據稱是因為街機產業的急劇衰落和O.R.B.S.製造成本過高，導致遊戲取消推出。Kotaku對此表示失望，稱本作「或許可能成為垂死的街機產業所需要的那類東西」；《Retro Gamer》亦對遊戲取消推出一事表示失望。

## 評價與影響
O.R.B.S.所呈現的遊戲概念之後由街機框體「Panoramic Optical Display」（P.O.D.）所繼承。P.O.D.僅設置於日本地區，框體搭載的是GUNDAM系列作品《機動戰士GUNDAM 戰場之絆》。
2011年10月5日，南夢宮將遊戲全通關影片以「銀河聯邦宇宙軍存檔 #001」的名義上傳至其官方YouTube頻道。
在2015年的一場訪談中，南夢宮《星際大戰 戰鬥駕駛艙》設計師井本一史表示若有足夠的粉絲支持，《星際之刃 藍星行動》和其他遭到取消的類似作品有機會再次復活。

## 外部連結
- 銀河聯邦宇宙軍系列官方網站對本作的簡介 （页面存档备份，存于） （日語）
- 銀河聯邦宇宙軍系列官方網站對本作的特別報導 （页面存档备份，存于） （日語）